# Negotiorum gestio
Negotiorum gestio (senlatin för 'skötsel av angelägenheter'), är ett juridiskt begrepp för uträttande av någon annans angelägenheter, utan uppdrag eller särskild anmodan från dennes sida, i hans frånvaro eller vid annat hinder för honom. Företeelsen kommer från den romerska rätten.
Detta innebär att den som till nytta för annan uträttat en syssla denne inte själv kunnat uträtta, exempelvis beställt en reparation vid vattenläcka i en annans hus, kan ha rätt till ersättning av den upptagne för eventuella kostnader. Även vid försök att rädda annans egendom kan ersättning utgå.
Den som utför tjänsten kallas negotiorum gestor.

## I svensk rätt
Negotiorum gestio, som omtalas i svensk lag i 18 kap 10 § Handelsbalken, anses (även om det inte står i lagen) kunna leda till ömsesidiga ersättningsanspråk för den, som uträttat angelägenheterna ("gestor") och den frånvarande ("dominus" eller huvudmannen), ungefär som om uträttandet skett på grund av uppdrag. 
Huvudregeln är att den frånvarande själv bestämmer över sin egendom och vad som ska göras med den. Ersättning till gestorn är därför inte självklar i alla situationer, men dominus kan frivilligt ersätta gestorns kostnader. För att dominus skall vara skyldig att ersätta kostnaderna torde det krävas att han varit förhindrad att själv handla, att hans åsikt inte kunnat efterfrågas och att gestorns handlande skyddat honom från särskilda förluster eller kostnader.